# ریوکی کامیتسوبو
ریوکی کامیتسوبو (انگلیسی: Ryouki Kamitsubo؛ زادهٔ ۱ ژانویهٔ ۱۹۰۱) پویانما، و کارگردان فیلم اهل ژاپن است. وی از سال ۱۹۹۷ میلادی تاکنون مشغول فعالیت بوده‌است.